# Strum (Wisconsin)
Strum is een plaats (village) in de Amerikaanse staat Wisconsin, en valt bestuurlijk gezien onder Trempealeau County.

## Demografie
Bij de volkstelling in 2000 werd het aantal inwoners vastgesteld op 1001. In 2006 is het aantal inwoners door het United States Census Bureau geschat op 1038, een stijging van 37 (3,7%).

## Geografie
Volgens het United States Census Bureau beslaat de plaats een oppervlakte van 3,0 km², waarvan 2,8 km² land en 0,2 km² water. Strum ligt op ongeveer 277 m boven zeeniveau.

## Plaatsen in de nabije omgeving
De onderstaande figuur toont nabijgelegen plaatsen in een straal van 24 km rond Strum.